# 拉塞尔·韦布
拉塞尔·韦布（英語：Russell Webb，1945年6月1日—），美国男子游泳、水球运动员。他曾代表美国参加1968年和1972年夏季奥林匹克运动会水球比赛，其中1972年奥运会获得一枚铜牌。